# Cisetu
Cisetu is een bestuurslaag in het regentschap Majalengka van de provincie West-Java, Indonesië. Cisetu telt 3910 inwoners (volkstelling 2010).